# وظائف فكرية حدودية
الوظائف الفكرية الحدودية، والتي يطلق عليها كذلك اسم التخلف العقلي الحدودي، عبارة عن تصنيف للذكاء يكون مستوى الشخص المصاب به أقل من المتوسط فيما يتعلق بالقدرات الإدراكية (غالبًا يكون مستوى نسبة الذكاء بين 70 و85)، إلا أن العيوب لا تكون بنفس حدة التخلف العقلي (70 أو أقل). وفي بعض الأحيان، يطلق عليه اسم نسبة الذكاء الأقل من المتوسط (BAIQ).

وبشكل فني، فإن هذا الاضطراب عبارة عن إعاقة معرفية، ومع ذلك، فإن هذه المجموعة المصابة به لا تشير إلى إعاقة عقلية بشكل كافٍ بحيث تحتاج إلى توفير خدمات متخصصة لها. وبالإضافة إلى ذلك، فإن الدليل التشخيصي والإحصائي الرابع للاضطرابات العقلية (DSM-IV-TR) يصنف الوظائف الفكرية الحدودية على أنها V62.89، وهو رمز لا يحتاج في الغالب إلى التعامل معه من الناحية المادية، على خلاف رموز التخلف العقلي.
وأثناء سنوات الدراسة، غالبًا ما يكون الأفراد المصابون بالوظائف الفكرية الحدودية «يتعلمون ببطء». ورغم فشل نسبة كبيرة من هذه المجموعة في إكمال الدراسة في المدارس الثانوية ولا يمكنهم في الغالب إلا تحقيق القليل فيما يتعلق بـ الحالة الاجتماعية الاقتصادية، إلا أن أغلب البالغين في تلك المجموعة يختلطون مع باقي الناس بشكل جيد. والأشخاص الذين يتم تصنيفهم على أنهم ينتمون إلى ذلك التصنيف لا يعبرون عن عمرهم بشكل عادي نسبيًا، رغم أن قدرتهم على التفكير بشكل تجريدي تكون محدودة بشكل كبير. ويشير المنطق إلى تفضيل التفكير المطلق. وغالبًا ما يكونون قادرين على القيام بالأعمال اليومية بدون تفكير، بما في ذلك شغل الوظائف البسيطة والمسئوليات الرئيسية للتعامل مع المسكن.

## كتابات أخرى
- Gillberg، Christopher (1995). Clinical child neuropsychiatry. Cambridge: Cambridge University Press. ص. 47–48. ISBN:0-521-54335-5.
- Harris، James C. (2006). Intellectual disability : understanding its development, causes, classification, evaluation, and treatment. New York: Oxford University Press. ISBN:0-19-517885-8.